# Sant'Andréa-d'Orcino
Sant'Andréa-d'Orcino é uma comuna francesa na região administrativa de Córsega, no departamento de Córsega do Sul. Estende-se por uma área de 8,75 km². 